# Le Combat de Carnaval et Carême
 (mars 2014).
Si vous disposez d'ouvrages ou d'articles de référence ou si vous connaissez des sites web de qualité traitant du thème abordé ici, merci de compléter l'article en donnant les références utiles à sa vérifiabilité et en les liant à la section « Notes et références ».
Le Combat de Carnaval et Carême est un tableau peint à l'huile par Pieter Brueghel l'Ancien en 1559, qui représente une lutte (festive et symbolique) traditionnelle de l'époque, où deux chars et deux personnages étaient chargés d'incarner le contraste entre deux thèmes : le mardi gras (= Carnaval, c'est-à-dire étymologiquement « adieu à la viande ») et le mercredi des Cendres (= Carême, où seule la consommation de poisson était autorisée). Ces deux défilés rivaux devaient finalement s'affronter : le tableau dépeint le moment où ils vont croiser leurs lances respectives, sur une place du marché très animée.
De manière plus symbolique, le tableau peut se comprendre comme le partage de la société villageoise flamande entre deux tentations distinctes : 
– la vie tournée vers le plaisir - dont le centre est l'auberge située à gauche du tableau ;
– l'observance religieuse - dont le centre est la chapelle à droite du tableau
mais aussi entre deux religions s'opposant en 1559 : le protestantisme, qui fait fi du Carême, et catholicisme, qui le respecte. Il faut néanmoins noter que la « confrontation » entre les deux défilés de chars est dénuée de toute agressivité. Il s'agit davantage ici du respect des temps religieux : Carnaval semble laisser place à Carême comme les festivités liées à la célébration du Carnaval laissent place à celles liées au Carême dans le déroulement de l'année. 
Après avoir vraisemblablement fait partie de la collection de l'empereur Rodolphe II, il est actuellement exposé au Kunsthistorisches Museum à Vienne.

## Contexte
La fête du combat entre les figures de Carnaval et de Carême était un événement important dans l'Europe du XVIe siècle, représentant la transition entre deux temps spirituels : le Mardi Gras et le Mercredi des cendres, mais aussi entre deux saisons culinaires : celle avec viande et celle sans viande - donc avec poisson. En effet, la fête de Carnaval est avant tout « l'adieu à la viande » (Carnaval vient des mots « carne » = la viande et « vale » = adieu). Le jeûne du Carême permettant de se préparer et purifier en vue de la fête de Pâques (où la viande et les œufs pouvaient réapparaître - d'où les « œufs de Pâques »), il excluait la consommation de viande : les corporations de bouchers fermaient donc leur échoppe pendant les 40 jours et ils partaient à la campagne préparer leurs troupeaux pour le printemps.
Cette peinture de Pieter Brueghel l'Ancien, riche en allégories et symboles iconographiques, a fait l'objet de longues études. Ce tableau est souvent compris comme le triomphe de Carême : le gros personnage qui incarne Carnaval a les yeux levés au ciel et semble dire au revoir par sa main levée, comme pour saluer et se retirer. Cette compréhension paraît cohérente dans la mesure où le Carême succède au Carnaval dans l'ordre chronologique des fêtes.

## Construction
Le tableau est une peinture à l'huile. Il est composé de plusieurs scènes composées par section.
La scène, animée et touffue, nous montre, par une vue plongeante prise sur le vif, la place du marché de ce village flamand avec :
– au premier plan, une compétition entre la figure du Carnaval et celle du Carême sur leurs chars respectifs (un tonneau, pour le Carnaval - et une chaise triangulaire montée sur un plateau à roulette, pour le Carême) avec leurs cortèges respectifs (des personnes à masques inquiétants, colliers d’œufs ou chapeaux pointus pour Carnaval et des enfants jouant avec une crécelle pour le Carême) ;
– au centre un puits et un étal de poissons (vendus en vue de la préparation du Carême)
– et, dispersés tout autour, pêle-mêle : des aveugles et des estropiés mendiants, des danseurs en rond et des musiciens et des nonnes en procession
Architecturalement, la place du marché est encadrée par l'auberge à gauche (la maison avec un bateau en porte-drapeau), l'église à droite, reconnaissable par son architecture en arche et son symbole de la Trinité sur la façade ; à l'arrière plan, une maison en haut jaune et un groupe de maisons rouges.
Le ton de couleur est, comme souvent chez Bruegel, en majorité ocre et rouge. La lumière semble se dégager du centre de la place, captant l'attention du public.

## Détails
La peinture peut difficilement se lire de manière linéaire - elle représente plutôt, comme souvent dans la peinture de Pieter Brueghel l'Ancien, un ensemble éclaté de différentes scènes.
L'ensemble général se situe sur la place du marché de la ville : cadre d'action traditionnel d'une telle scène de mardi gras, qui consistait à l'époque en un cortège derrière la figure du Carnaval dans toute la ville. Dans certaines traditions, la fête se terminait par le moment où l'effigie du Carnaval était brûlée.
Ici, Carnaval est incarné par l'homme bedonnant sur sa barrique de bière (sur laquelle un large morceau de viande de porc est rivée par un couteau). Il porte comme couvre-chef une large tourte de viande et brandit une lance, sur laquelle est empalée une tête de cochon, un poulet, des saucisses et un petit gibier. Cette insistance autour du thème de la viande est bien entendu destinée à montrer que la viande du Carnaval contraste avec le Carême, où toute consommation de viande est interdite. De plus, ici, l'homme appartient visiblement à la corporation des bouchers, comme son long couteau autour de sa ceinture semble l'indiquer. Il était en effet de tradition que la figure du Carnaval soit issue de la guilde des bouchers. Derrière lui se tient un homme vêtu d'une tunique jaune (couleur traditionnellement associée à la tromperie) et d'un chapeau pointu
Une femme porte sur la tête une table, sur laquelle se trouvent des gaufres (tradition culinaire du mardi gras, avec les crêpes) et du pain, avec, dans ses mains, un vase (à gauche) et une bougie (à droite) - la scène se déroulant en plein jour, le fait de porter une bougie allumée pourrait être un symbole de folie.
Un homme, coiffé d'une petite marmite, joue de la guitare. Il est accompagné d'une femme qui porte des gaufres et un collier d’œufs autour du cou : les œufs, comme la viande, étaient proscrits pendant le Carême.

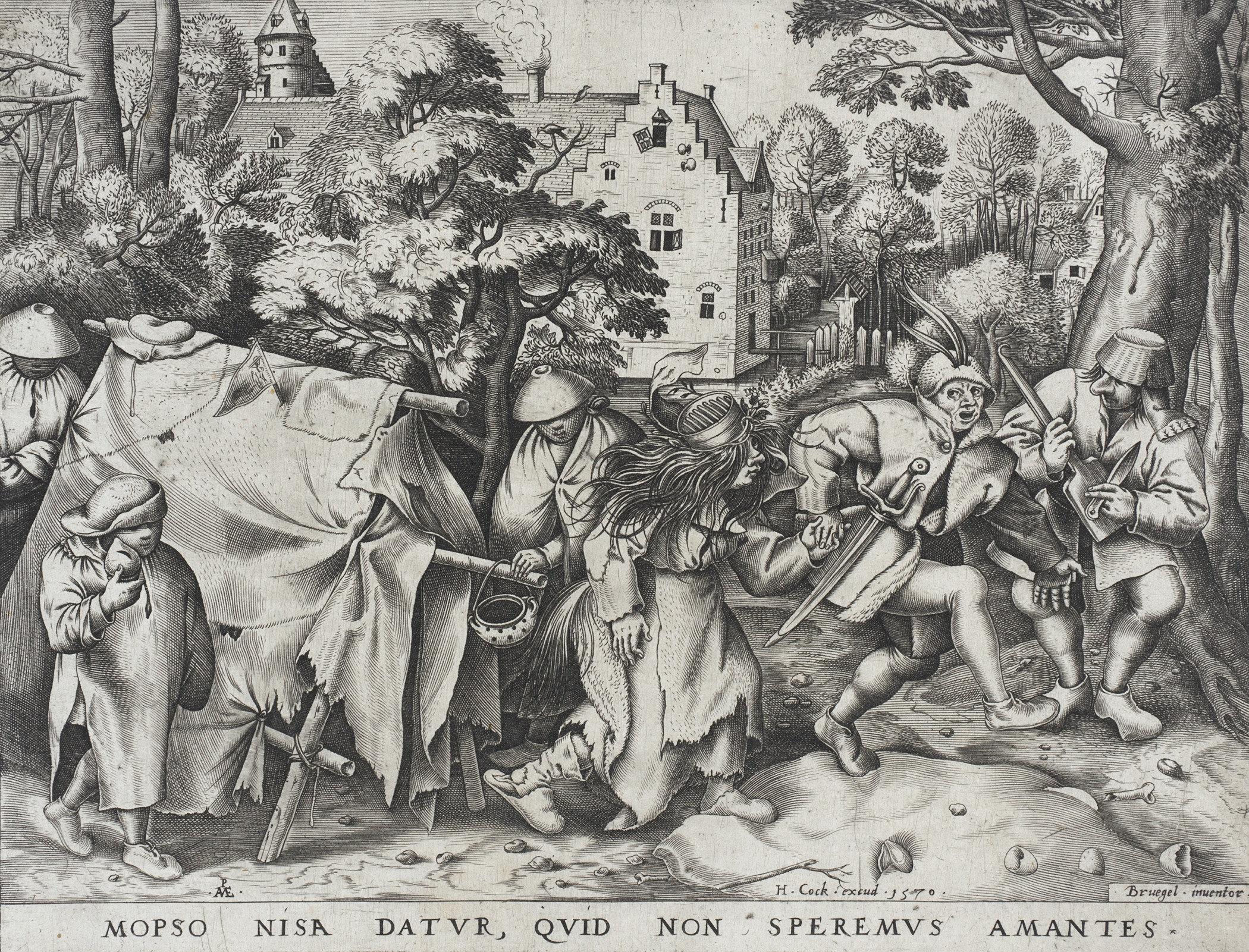
Le Mariage de Mopsus et Nysa ou Les Fiançailles malpropres, Pieter van der Heyden (Flandres, Antwerp, circa 1530- après 1572)

L'auberge est remplie de buveurs et de badauds qui regardent la représentation théâtrale d'une farce populaire connue sous le nom des Noces de Mopsus et Nysa, appelée également Les Fiançailles Malpropres. C'est une farce généralement jouée par des célibataires tournés en ridicule : ici les noces d'un couple composé d'une femme ébouriffée et trapue tirant contre son gré un homme vers une tente de fortune. L'ambiance est à la dérision : un enfant de chœur et un musicien jouant du gril accompagnent le « cortège ». Ce cortège est connu sous le nom de charivari. Le rituel est attesté dès le XIVe siècle. Il se tient à l'occasion d'un mariage jugé mal assorti (c'est notamment le cas des charivaris organisés lors du mariage d'un homme âgé avec une jeune femme) ou d'un remariage (notamment quand un veuf ou une veuve se remarie trop vite après le décès de son premier conjoint : il s'agit alors d'un rite funéraire dans lequel le bruit est le seul moyen d'expression du défunt).